# Lu Su
En aquest nom xinès, el cognom és Lu.
Lu Su (172-217 EC) va ser un assessor i un general militar servint sota les ordres del senyor de la guerra Sun Quan durant el període la tardana Dinastia Han Oriental de la història xinesa.

## Biografia
Lu va nàixer a la ciutat oriental de Linhuai (present-day Dingyuan County, Anhui). Ell va prendre el control de les forces militars de Sun Quan després del traspàs del virrei Zhou Yu. Durant la batalla dels Penya-segats Rojos, Lu serví com un assessor proper de Zhou i fent d'enllaç amb les forces de Liu Bei.
Després de la mort de Zhou Yu, Lu va ser posat a càrrec de l'exèrcit de Sun Quan i va ser assessor cap del mateix fins a la seva pròpia mort. Ell va ser succeït per Lü Meng. Lu considerava que seria beneficiós per a Sun Quan el mantenir relacions diplomàtiques amb el senyor de la guerra Liu Bei.
En els registres històrics, i en contrast amb la seva anodina representació de ficció en la novel·la històrica del Romanç dels Tres Regnes de Luo Guanzhong, Lu té un paper destacat com a estrateg militar durant la batalla dels Penya-segats Rojos. A més a més, abans que Zhuge Liang proposés el seu Pla Longzhong a Liu Bei sobre la formació dels Tres Regnes, Lu ja preveia l'aparició de tres grans potències a la Xina (Cao Cao, Sun Quan, i Liu Biao), i una possible divisió de la dinastia Han al llarg del riu Iang-Tsé en dos estats separats.

## Anotacions
1. ↑  de Crespigny, Rafe. A biographical dictionary of Later Han to the Three Kingdoms (23–220 AD).  Brill, 2007, p. 620. ISBN 978-90-04-15605-0.